# Durangaldea
Durangaldea est une comarque dans la province de Biscaye, dans la Communauté autonome basque en Espagne.

## Géographie

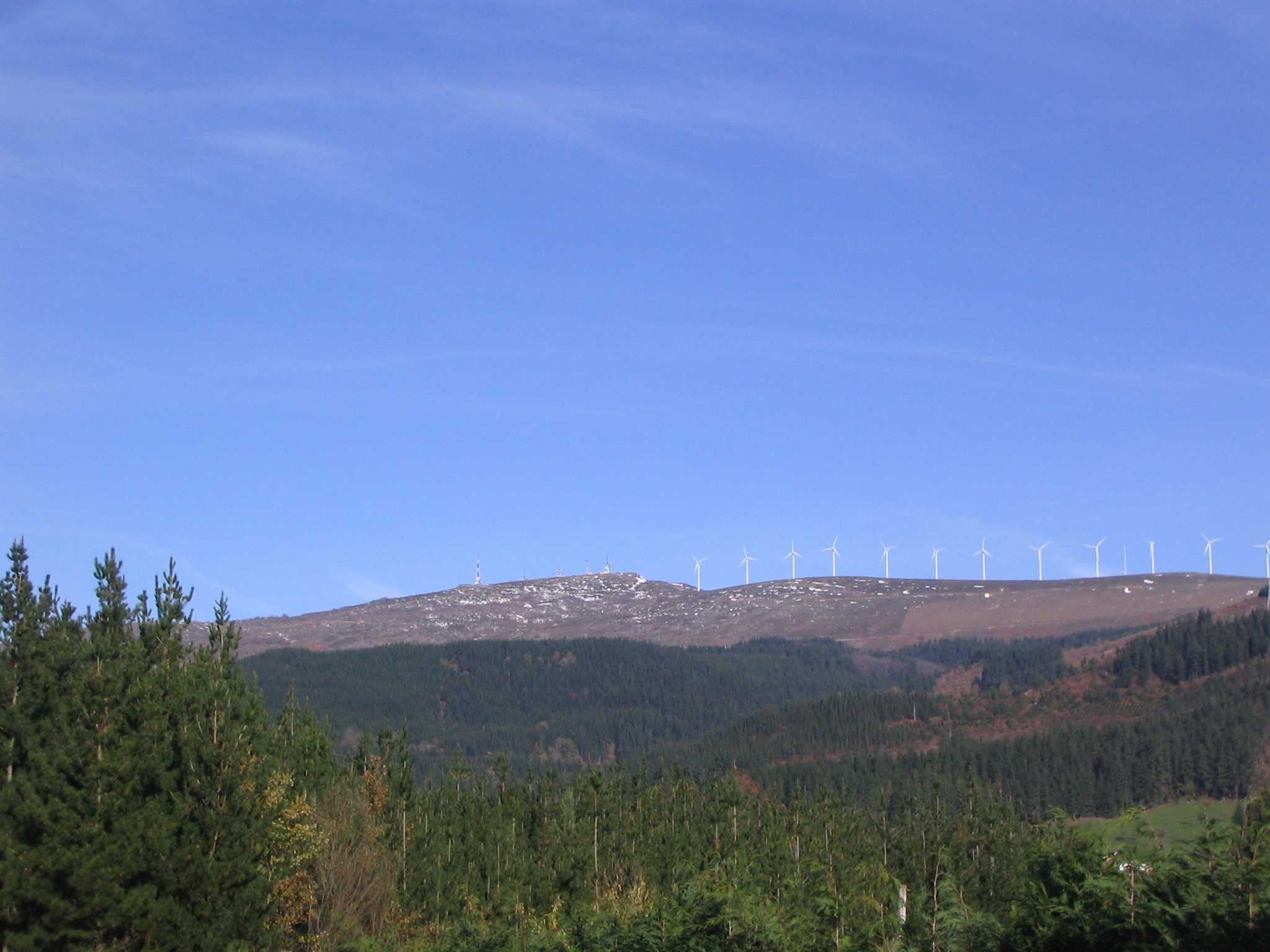
Massif de l'Oiz.

À cheval entre Bilbao et les vallées guipuscoannes de Debagoiena et de Debabarrenaa d'une part, et les terres d'Alava d'autre autre, elle comprend le territoire compris entre le massif de l'Oiz au nord et les flancs calcaires du Crétacé du Durangaldea, avec la hauteur maximale dans la montagne Anboto et Otxando, déjà à la frontière avec l'Alava au sud. Elle occupe au total une extension de 240.13 km².
La plupart des villes qui composent la comarque sont situées dans une grande vallée formée par la rivière Ibaizabal, qui la traverse d'est en ouest, en restant hors de ce dernier les villes de Mallabia et d'Ermua dans la vallée de la rivière Ego (Debabarrena) et Otxandio de l'autre côté du col d'Urkiola, déjà dans le versant méditerranéen, qui doit sa situation pour des raisons militaires.

## Communes

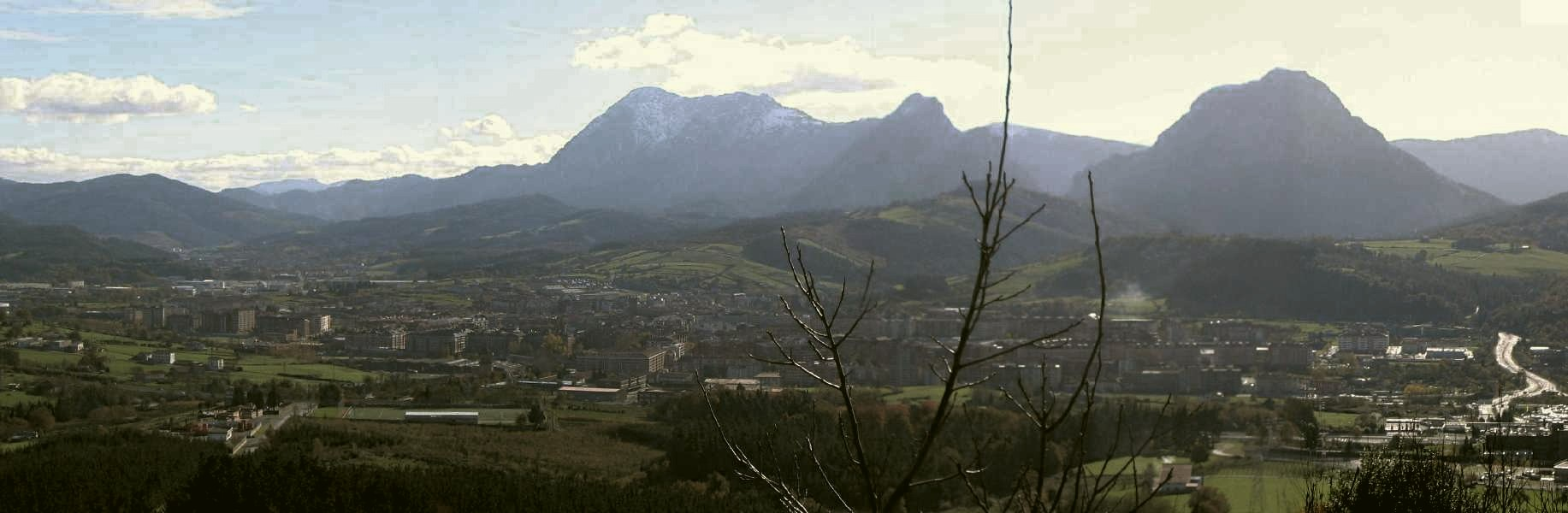
Vue partielle du Durangaldea.

| - Abadiño - Amorebieta-Etxano - Atxondo - Berriz - Durango | - Elorrio - Ermua - Garai - Iurreta - Izurtza | - Mallabia - Mañaria - Otxandio - Zaldibar |

## Structure de la population

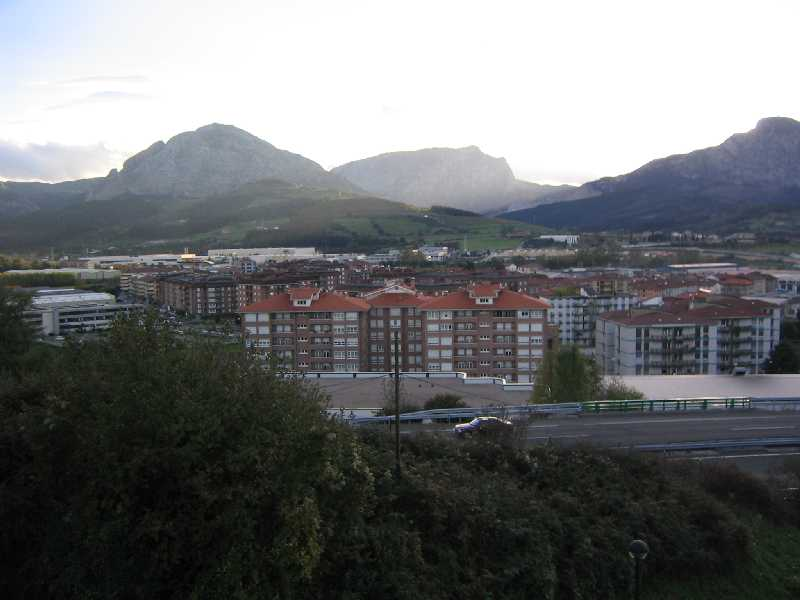
Quartier, structure urbaine, de Matiena, appartenant à Abadiño.

La structure démographique traditionnelle a été rurale, de fermes avec l'implantation des elizates. On a créé plus tard, avec la naissance des villes, une structure urbaine. L'industrialisation de fin du XIXe siècle et du début du XXe siècle a accentué le caractère urbain de la vallée.
Le développement industriel des années 1960 a augmenté la croissance de ces noyaux urbains, et certains d'entre eux, comme Ermua et Mallabia, ont eu le nom de « ville dortoir » du voisin Eibar qui a aussi contribué à la formation et la consolidation par l'établissement dans le Durangaldea d'entreprises eibaraises qui demandaient des extensions très chères dans la vallée étroite de l'Ego.

## Économie
L'économie du Durangaldea est éminemment industrielle, avec un grand composant du secteur primaire.

### Secteur primaire
Le secteur primaire a aussi un grand poids, surtout dans les petites municipalités rurales de la comarque. Dans le secteur primaire, l'élevage est particulièrement important, ainsi que l'exploitation du bois (on produisait anciennement aussi du charbon végétal). On ne doit pas oublier l'industrie minière, qui est actuellement réduite à des carrières de pierre calcaire et marbre sur les flancs de la montagne Mugarra, juste dans la limite avec le Parc Naturel d'Urkiola. La tradition minière de la comarque avec ses mines de fer a été, historiquement, importante, exploitant,  aussi du plomb et du cuivre dans les proximités de l'Anboto.

### Secteur secondaire
Dans l'industrie qui a été développée dans le Durangaldea le monde de la fonderie a été important. Il faut aussi souligner l'industrie de l'électro-érosion, la fabrication d'outils et de composants d'automotricité. En réalité, la diversification industrielle est importante puisqu'ils ont depuis des fonderies à l'électro-médecine en passant par le petit appareil électroménager et celle du papier.

### Secteur tertiaire
Le secteur des services s'est développé principalement à Durango. Dans cet aspect, la proximité de Bilbao lui pèse car situé à moins de 30 km.

## Histoire
L'occupation humaine dans le secteur est antérieure au Néolithique. On y trouve de nombreux gisements archéologiques qui en témoignant. Le plus significatif est celui de la grotte de Bolinkoba à Abadiño, qui souligne par son antiquité et longue occupation humaine. Il y a aussi des enterrements préhistoriques, dolmens, à Oiz et Sabigain. Il faut souligner la sculpture connue comme « idole de Mikeldi ».
On a trouvé des enterrements pre-chrétiens et antérieurs au règlement dans la vallée de la population. Par exemple la nécropole trouvé à San Juan de Momoitio à Garai, ou quelques tombes et stèles funéraires de la nécropole d'Argiñeta à Elorrio.
Dans l'époque du Moyen Age la comarque présentait une organisation politique de la mérindade (constituée par douze elizates et avec siège dans l'ermitage juradera de Gerendiaga) dépendant du Royaume de Navarre. En 1200 il passe aux mains du Royaume de Castille, et en 1212 on entame le lien avec la seigneurie de Biscaye, pour être livrée par le roi aux seigneurs de Biscaye comme remerciement de l'aide apportée par celui-ci dans la Bataille de Las Navas de Tolosa. Il ne le sera définitivement qu'en 1630 quand il sera ratifié par l'écriture d'union à la seigneurie.
L'intégration du Durangaldea à la Biscaye a toujours été problématique. Le manque de concession de vote dans les Juntes Générales de Guernica, chaque elizate du secteur obligeant à maintenir les Juntes de la Merindad du Durangaldea jusqu'en 1876.
Les seigneurs de Biscaye ont fondé quatre villes, Ermua, Elorrio, Durango et Otxando qui étaient régi par une juridiction propre et n'appartenaient pas aux Juntes de la Merindad.
L'histoire sociale est remarquable par les bourgeons hérétiques et sorcelleries qui ont été donnés dans ces terres. La connaissance a été importante comme « herejes de Durango », qui pratiquaient la communauté de biens et de femmes. La sorcellerie a été maintenue comme survivance des croyances pre-chrétiennes, qu'avec plus ou moins aspect public on maintient vivants par ces terres, où la tradition  mythologique basque affirme la plus importante des demeures de Mari, la Dame d'Anboto, la déesse par excellence de tous les basques.

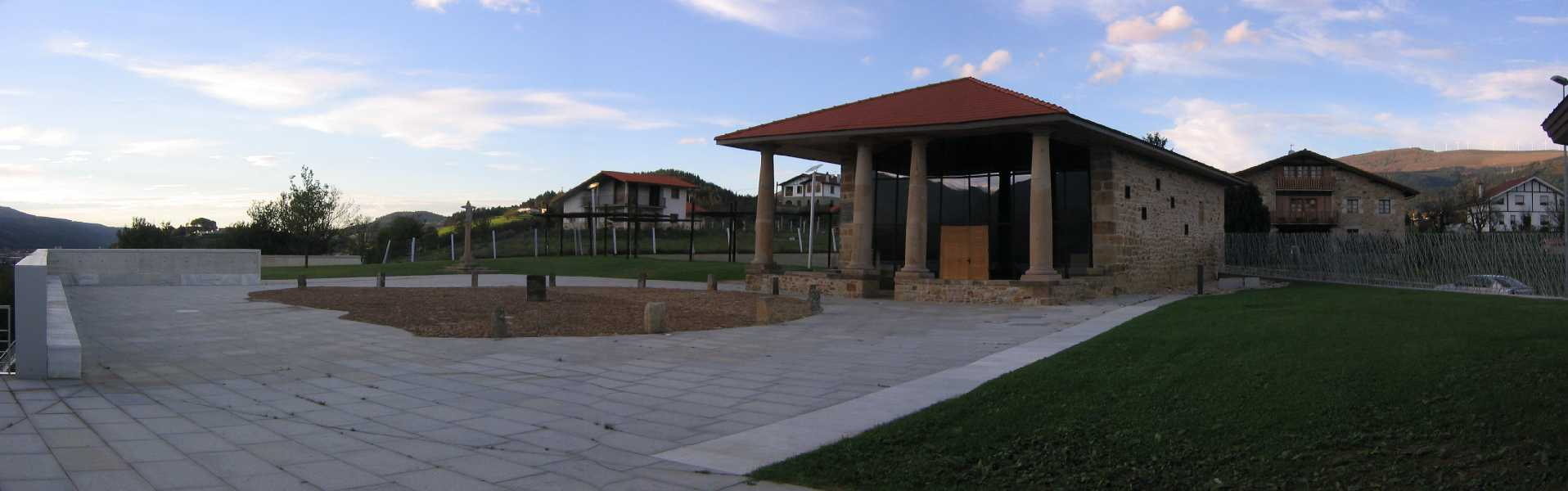
Ensemble Juradero de Guerendiaga, où avaient lieu les réunions de la Merindad de Durango.